# جورج واشنطن ودروف
جورج واشنطن ودروف (بالإنجليزية: George Washington Woodruff)‏ هو قاضي ومحامي أمريكي، ولد في 22 فبراير 1864 في Dimock Township, Susquehanna County, Pennsylvania ‏ في الولايات المتحدة، وتوفي في 24 مارس 1934 في هاريسبرج في الولايات المتحدة.